# Мужская сборная ветеранов Эстонии по кёрлингу
Мужская сборная ветеранов Эстонии по кёрлингу — национальная мужская сборная команда, составленная из игроков возраста 50 лет и старше. Представляет Эстонию на международных соревнованиях по кёрлингу. Управляющей организацией выступает Ассоциация кёрлинга Эстонии (эст. Eesti Curlinguliit, англ. Estonian Curling Association).

## Результаты выступлений

### Чемпионаты мира
| Год     | Место          | И              | В              | П              | Состав (скипы выделены шрифтом) | Состав (скипы выделены шрифтом) | Состав (скипы выделены шрифтом) | Состав (скипы выделены шрифтом) | Состав (скипы выделены шрифтом) | Состав (скипы выделены шрифтом) |                |
| Год     | Место          | И              | В              | П              | четвёртый                       | третий                          | второй                          | первый                          | запасной                        | тренер                          |                |
| ------- | -------------- | -------------- | -------------- | -------------- | ------------------------------- | ------------------------------- | ------------------------------- | ------------------------------- | ------------------------------- | ------------------------------- | -------------- |
| 2002—05 | не участвовали | не участвовали | не участвовали | не участвовали | не участвовали                  | не участвовали                  | не участвовали                  | не участвовали                  | не участвовали                  | не участвовали                  | не участвовали |
| 2006    | 15             | 6              | 0              | 6              | Leo Jakobson                    | Toomas Lill                     | Jüri Rouk                       | Sven Petermann                  |                                 |                                 |                |
| 2007    | не участвовали | не участвовали | не участвовали | не участвовали | не участвовали                  | не участвовали                  | не участвовали                  | не участвовали                  | не участвовали                  | не участвовали                  | не участвовали |
| 2008    | 16             | 8              | 1              | 7              | Leo Jakobson                    | Toomas Lill                     | Sven Petermann                  | Jüri Rouk                       | Andrus Allika                   |                                 |                |
| 2009—22 | не участвовали | не участвовали | не участвовали | не участвовали | не участвовали                  | не участвовали                  | не участвовали                  | не участвовали                  | не участвовали                  | не участвовали                  | не участвовали |
| 2023    | 23             | 7              | 0              | 7              | Margus Tubalkain                | Valvo Vooremaa                  | Tiit Kaart                      | Tonis Turmann                   | Hannes Reinola                  | Лийса Турман                    |                |
| 2024    | 18             | 5              | 1              | 4              | Margus Tubalkain                | Valvo Vooremaa                  | Tiit Kaart                      | Tonis Turmann                   | Igor Dzendzeljuk                | Лийса Турман, Hannes Reinola    |                |
| 2025    | 26             | 5              | 0              | 5              | Margus Tubalkain                | Valvo Vooremaa                  | Tonis Turmann                   | Hannes Reinola                  |                                 |                                 |                |

(данные с сайта результатов и статистики ВФК: )